# Muscoli intercostali interni

Posizione dei muscoli intercostali interni (in rosso). Scapole semitrasparenti. Animazione 3D.

I muscoli intercostali interni sono un gruppo di muscoli scheletrici estesi fra le coste. Sono 11 per lato. Si estendono anteriormente dallo sterno tra le cartilagini delle coste vere e dalle estremità anteriori delle cartilagini costali delle coste false, e arrivano posteriormente fino all'angolo costale per poi arrivare alla colonna vertebrale attraverso una sottile aponeurosi chiamata membrana intercostale posteriore.
Ogni singolo muscolo ha origine dalla superficie interna della costa o della cartilagine costale e si inserisce sul solco superiore della cartilagine sottostante. Sono innervati dai nervi intercostali. Le fibre si dirigono obliquamente in direzione opposta a quella dei muscoli intercostali esterni.
Sono muscoli espiratori in quanto sono in grado di abbassare e portare indietro le coste, comprimendo la gabbia toracica e favorendo la fuoriuscita d'aria. Come tutti i muscoli espiratori sono usati solo in caso di espirazioni forzate e non nella espirazione normale che è un processo passivo.